# Bartang
Der Bartang (russisch Барта́нг) ist ein 133 km langer rechter Nebenfluss des Pandsch in der autonomen Provinz Berg-Badachschan im Osten Tadschikistans. 

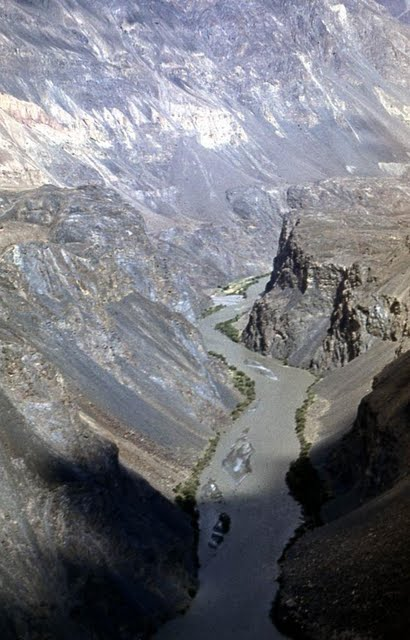
Luftbild Bartang

Der Bartang entsteht zentral in Berg-Badachschan auf 2595 m Höhe im Pamirgebirge durch den Zusammenfluss von Murgab und Kudara westlich von Barchidev. In westlicher Richtung fließt er größtenteils innerhalb des Tadschikischen Nationalparks, wonach er bei Vomar auf 1979 m Höhe in den Pandsch mündet. Er trennt dabei die Jasgulemkette im Norden von der Ruschankette im Süden.
Am anderen, westlichen Flussufer des Pjandsch (anderer Name des Pandsch) und damit gegenüber der Einmündung des Bartang, der überwiegend durch Wasser aus Gletscher- und Schneeschmelze gespeist wird, befindet sich die Grenze zu Afghanistan.